# Parsac
Parsac is de naam van zowel een voormalige gemeente als van een huidige gemeente in het Franse departement Creuse in de regio Nouvelle-Aquitaine.

## Geschiedenis
Op 1 januari 2016 is de toenmalige gemeente Parsac gefuseerd met Rimondeix tot de gemeente Parsac-Rimondeix. Op 1 januari 2025 is Parsac-Rimondeix gefuseerd met de gemeente Blaudeix tot een nieuwe gemeente, eveneens geheten Parsac.

## Geografie
De oppervlakte van Parsac bedraagt 38,7 km², de bevolkingsdichtheid is 15,3 inwoners per km².

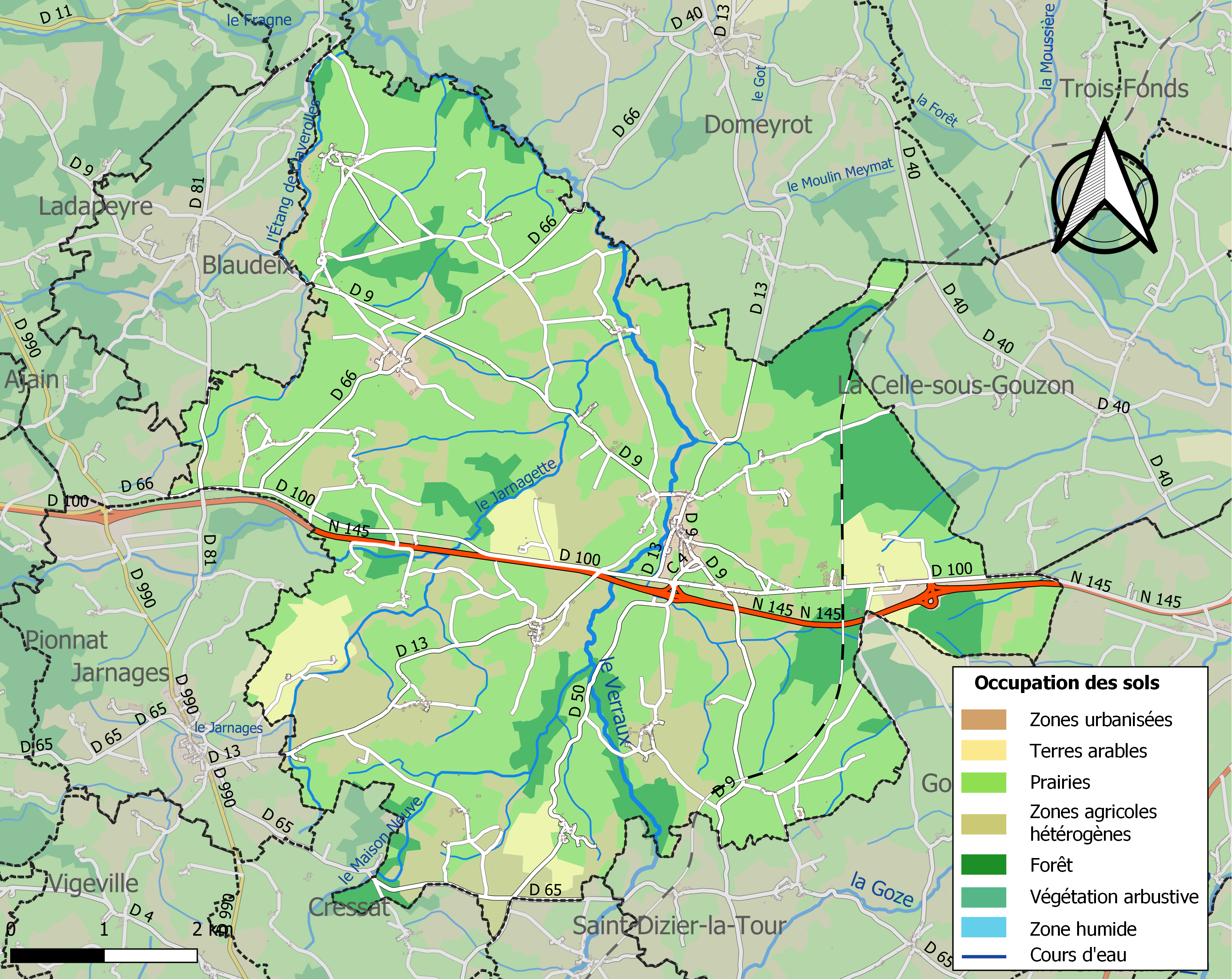
Kaart van de gemeente met de belangrijkste infrastructuur, bodemgebruik en omliggende gemeenten

## Demografie
Onderstaande figuur toont het verloop van het inwonertal.
Blaudeix · Rimondeix · Parsac

Voormalige gemeente: Parsac-Rimondeix